# Pečarovci
Pečarovci este o localitate din comuna Puconci, Slovenia, cu o populație de 414 locuitori.